# Veenhuizen (buitenplaats)

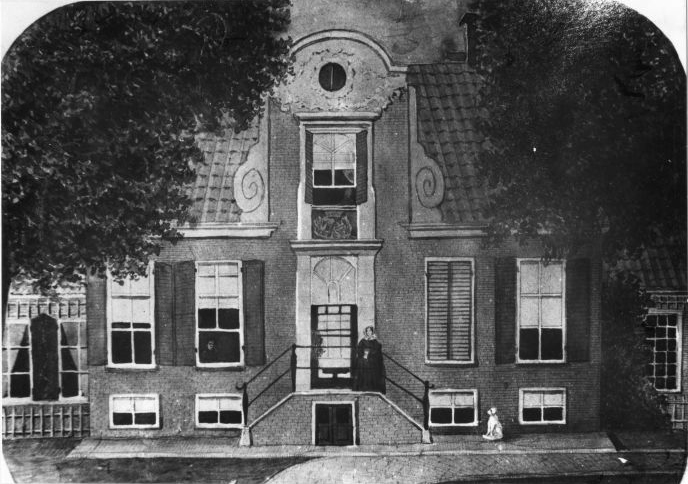
De buitenplaats Veenhuizen nabij Noordbroek rond 1850

Veenhuizen was een buitenplaats (veenborg) en tevens een voormalige buurtschap nabij de Groningse plaats Noordbroek. Na afbraak van de buitenplaats ging de naam over op het waterschap Veenhuizen en op het omliggende streekje, maar hij raakte nade Tweede Wereldoorlog weer in onbruik. De boerderij die op deze plek is gebouwd, heet sinds ongeveer 1960 'Gockingaheerd'. De voormalige toegangsweg staat bekend als Gockingalaan.

## Beschrijving
De buitenplaats lag ten westen van Noordbroek bij de buurtschap Stootshorn. Een oprijlaan vormde de verbinding met doorgaande weg tussen Noordbroek en Sappemeer. Het landgoed bestond al rond 1650 en was achtereenvolgens eigendom van de families Van Hoorn, Munninghe, Van Sijsen en Gockinga. Het landhuis Van Zijsen komt ook voor op de provinciekaart van Nicolaes Visscher (rond 1680).
Sinds 1772 was Veenhuizen in het bezit van het echtpaar mr. Campegius Hermannus Gockinga en van zijn echtgenote Alagonda Maria van Sijsen. In die periode werd het parkachtige landschap bij Veenhuizen aangelegd. Het park was aangelegd in de Engelse landschapsstijl met slingerpaden, vijvers en kunstmatige heuveltjes, waarvan er één een ijskelder bevatte. Na het overlijden van Campegius Hermannus Gockinga erfde zijn zoon Joseph Gockinga de buitenplaats. Hij en zijn vrouw Catharina Modderman staan afgebeeld op een schilderijtje dat van de buitenplaats is gemaakt. Voor de ontwatering maakte men gebruik van een poldermolentje. Na het overlijden van Joseph in 1851 bood zijn weduwe de buitenplaats te koop aan. De buitenplaats bestond toen uit een herenhuis met koetshuis en stalling, tuin, boerderij, bos met 2000 eiken, vijvers, ijskelder, boerenbehuizing, tuinmanshuis, arbeiderswoning en bouw- en weiland, met een totale oppervlakte van ruim 90 bunders. Omstreeks 1852 is het huis afgebroken.
De huidige boerderij 'Gockingaheerd' (Sappemeersterweg 15) staat op de plek van de bedrijfswoning; het herenhuis stond direct ten westen daarvan binnen de grachten. Het landgoed Veenhuizen moet niet worden verward met de Drostenborg te Zuidbroek, waar tot 1438 een oudere tak van de familie zetelde. In Noordbroek woonde bovendien in 1441 een ander lid van de familie, Remben Gockinga, die vermoedelijk een steenhuis aan de Grachtlaan (Bauckenborg) bezat.

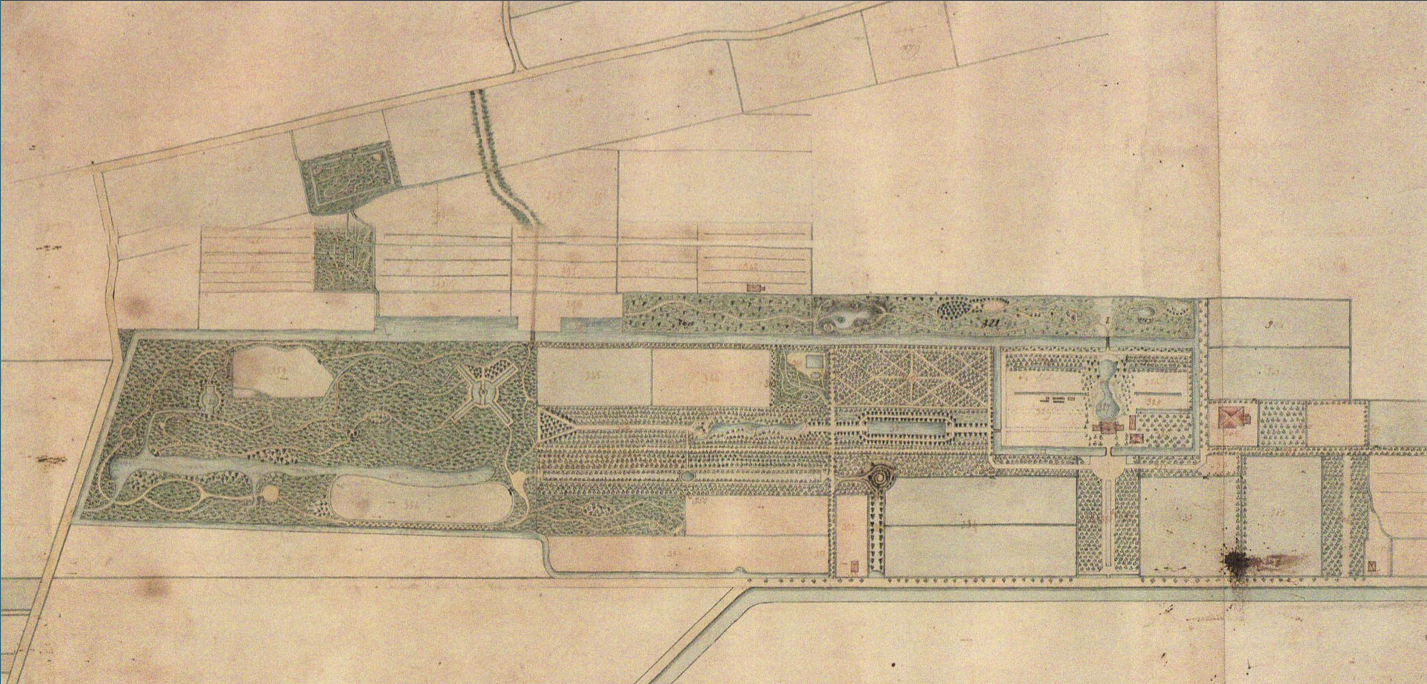
De tekening van de buitenplaats Veenhuizen met bijbehorend park omstreeks 1800